# Bastian Doreth
Bastian Doreth (Norimberga, 8 giugno 1989) è un cestista tedesco.

## Carriera
Con la Germania ha disputato i Campionati europei del 2013.

## Palmarès
- Campionato tedesco: 1

Brose Bamberg: 2009-10